# Операція «Прайм Ченс»
Операція «Прайм Ченс» (англ. Operation Prime Chance) — спеціальна операція Сил спеціальних операцій збройних сил США, що проводилася під час Ірано-іракської війни у Перській затоці з метою захисту нафтових танкерних перевезень, які йшли під американським прапором, від нападів іранських військово-морських сил. Операція розпочалась після підриву кувейтського танкера SS «Бріджтон» поблизу островів Фарсі та проводилась одночасно з масштабнішою військовою операцією американських збройних сил під кодовою назвою «Ернест Вілл».

## Зміст
Операція «Прайм Ченс» була складовою частиною загальновійськової операції збройних сил США під кодовим найменуванням «Ернест Вілл» із захисту міжнародних морських комунікацій щодо забезпечення перевезень нафти в акваторії Перської затоки і, у свою чергу, складалась з двох основних напрямків боротьби з іранськими диверсантами силами спеціальних операцій країни. По-перше, льотчики 160-го вертолітного полку спеціальних операцій, базуючись на фрегати та есмінці американського флоту, а також дві орендовані баржі, проводили нічні польоти в північній частині акваторії Перської затоки, в пошуках іранських диверсантів та їхньому подальшому знищенні. По-друге, бойові команди «морських котиків» та інженерів-підривників діяли за своїми напрямками, знаходячи та знищуючи судна противника.
Однак, на відміну від операції «Ернест Вілл», яка набуло широкого наголосу через прохання кувейтського уряду про допомогу, реалізація завдань операції «Прайм Ченс» було виключно секретною справою. Армійські вертольоти 160-го полку діяли виключно вночі на висоті 9-10 метрів над водою, використовуючи прилади нічного бачення та інфрачервоні пристрої наведення під час пошуку супротивника в умовах темряви. Тактикою застосування армійської авіації було проведення повітряної розвідки силами невеликих MH-6 «Літтл Берд» та наведення на цілі важкоозброєних AH-6C або SH-60 «Сі Хок».
Планування та підготовка до проведення операції «Прайм Ченс» розпочались негайно після першого випадку підриву танкеру з нафтою з транспортного конвою на міні, що призвело до висновку про посилення сил для охорони міжнародних перевезень, а також початок асиметричної відповіді на дії іранських диверсантів. На початковій фазі, за рекомендацією Об'єднаного комітету начальників штабів була надана команда про пошук досвідчених пілотів вертольотів, спроможних літати на мінімальній висоті над рівнем моря. Усі відібрані льотчики увійшли до 160-го авіаційного полку, де згодом з ними розпочались тренування з посадки на морі на військові кораблі в нічних умовах.
5 серпня 1987 року група вертолітників 160-го авіаційного полку спеціальних операцій висадилась на командному кораблі USS «Ле Сал», де їх поділили на дві команди. З 8 серпня вони розпочали повітряне супроводження конвоїв, злітаючи або з «Ле Сал», або з фрегата КРЗ USS «Клакрінг». Незабаром вертолітний компонент діяв з фрегата USS «Джарретт».
Згодом для потреб операції виділили дві морські баржі, які звались «мобільні морські бази» (англ. Mobile Sea Bases (MSB)), з яких діяли підрозділи SEAL. Ця компонента мала завданням протидіяти спробам іранських військових мінувати ділянки комунікацій у Перській затоці або спробах атакувати мирні кораблі. На кожній морській мобільній базі дислокувались два підрозділи швидкісних патрульних катерів Mark III, взвод «морських котиків», відділення морських саперів-розмінувальників, підрозділ охорони від морської піхоти, армійські гелікоптери MH-6, AH-6 Little Bird та UH-60 «Блек Хок», а також група морських авіаконтролерів.
21 вересня 1987 малі вертольоти 160-го вертолітного полку AH-6 та MH-6 «Літтл Берд» злетіли з борту фрегата «Джаретт» для відстежування іранського спеціалізованого десантного судна «Іран Аджір». Коли судно погасило бортові вогні та розпочало встановлювати мінне поле в міжнародних водах, американські гелікоптери атакували його, застосовуючи «мінігани» та авіаційні ракети. Після того, як іранський екіпаж втік з судна, оператори ССО висадилися на його борту й знайшли морські міни, готові для встановлення. Фрегат КРЗ USS «Хоус» узяв імпровізований мінний загороджувач на буксир та відтягнув його ближче до зони ведення бойових дій, де американські сапери наступного дня підірвали судно й затопили в міжнародних водах.
Надалі американські морські котики на швидкісних катерах за підтримки вертольотів відбивали спроби іранських вояків атакувати нафтові вишки та неодноразово вступали з ними в бій. По результатах боїв на озброєння американських сил військово-морських операцій були прийняті катери Mark V SOC.
У січні 1988 року оперативна група, що діяла на планом операції «Прайм Ченс» отримала новітні вертольоти OH-58D «Кайова Ворріор». Офіційно спеціальна операція закінчилась аж через п'ять місяців після оголошення у липні 1988 року про режим припинення вогню в ірано-іракській війні. Тільки у червні 1989 року американський спецназ завершив проведення своїх дій та повернувся до пунктів постійної дислокації.

## Кораблі, що залучались до проведення операції
| - USS «Джарретт» - USS «Джон Мур» - USS «Клакрінг» - USS «Самуель Робертс» - USS «Тач» | - USS «Ле Сал» - USS «Гуадалканал» - USS «Копеленд» - USS «Елрод» - USS «Фаріон» - USS «Форд» | - USS «Галлері» - USS «Гері» - USS «Хос» - USS «Чендлер» - USS «Маккласкі» - USS «Тейлор» | - USS «Ролі» - USS «Окінава» - USS «Дейо» - USS «Вільям Стендлі» - USS «Рейд» |